# La Cadière-d'Azur
La Cadière-d'Azur är en kommun i departementet Var i regionen Provence-Alpes-Côte d'Azur i sydöstra Frankrike. Kommunen ligger i kantonen Le Beausset som tillhör arrondissementet Toulon. År 2022 hade La Cadière-d'Azur 5 657 invånare.

## Befolkningsutveckling
Antalet invånare i kommunen La Cadière-d'Azur
| Referens: INSEE |